# دومينيك ريندرنيخت
دومينيك ريندرنيخت (من مواليد 14 يوليو 1989) عارضة أزياء ومضيفة تلفزيونية سويسرية، وحاملة لقب مسابقة ملكة جمال والتي فازت بلقب ملكة جمال سويسرا 2013 ، ريندرنيخت هي ملكة جمال سويسرا الأولى التي تظهر مع قصة شعر قصيرة. مثلت بلدها سويسرا في مسابقة ملكة جمال الكون 2013. في 11 أكتوبر 2014 ، سلمت التاج لخليفتها الجديدة ملكة جمال سويسرا ليتيتيا غوارينو.

## نشأتها
لدى دومينيك ريندرنيخت أخت أصغر وأخت غير شقيقة. كانت والدتها وجدتها تعمل كعارضة أزياء. ابن عمها راكب الدراجات روجر رينديركنيخت . بعد الانتهاء من دراستها، أكملت فترة تدريب قصيرة في مركز أبحاث أفنير سويس وعملت هناك لمدة عامين كموظفة بدوام جزئي. بالإضافة إلى ذلك، عملت في قسم المحاسبة والعلاقات العامة في آرشستيديو منذ أن كان عمرها 15 عامًا. من عام 2010 حتى درجة البكالوريوس في الصحافة في عام 2013 ، درست الصحافة والتواصل في جامعة زيورخ.

## حياتها الشخصية
تعيش في زيوريخ منذ خريف عام 2016 تواعد عارضة الأزياء تامي غلاوسر.

## روابط الخارجية
- دومينيك ريندرنيخت على إنستغرام